# Media Convention Berlin
|  | Dieser Artikel wurde aufgrund von inhaltlichen Mängeln auf der Qualitätssicherungsseite des Portals Medienwissenschaft eingetragen. Dies geschieht, um die Qualität der Artikel aus den Themengebieten Journalismus, Medien- und Kommunikationswissenschaften auf ein akzeptables Niveau zu bringen. Hilf mit, den Artikel zu verbessern, und beteilige dich an der Diskussion! |

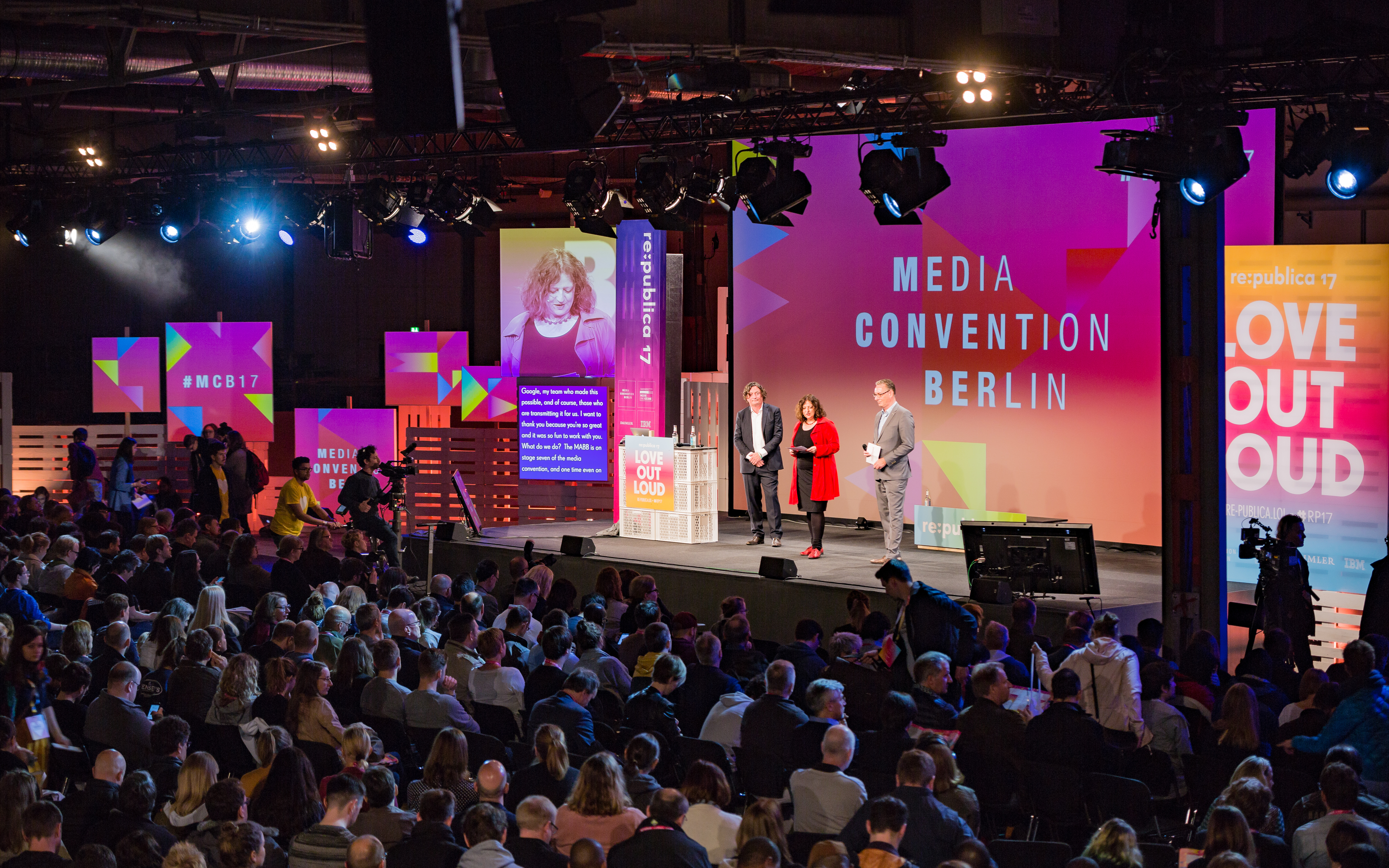
Die Eröffnung der Media Convention Berlin 2017

Die Media Convention Berlin (MCB) ist ein Kongress rund um die aktuellen Themen der internationalen Medienwirtschaft, -gesellschaft und -politik. Sie findet seit 2014 jährlich in der STATION-Berlin statt und wird federführend, im Auftrag der Länder Berlin und Brandenburg, vom Medienboard Berlin-Brandenburg und der Medienanstalt Berlin-Brandenburg (mabb), in Partnerschaft mit der Digital-Konferenz re:publica, veranstaltet.

## Kongress
Im Rahmen des Kongresses werden an zwei Tagen auf drei Bühnen verschiedenste Themen von rund 150 Speakern behandelt, von Innovationen, wie beispielsweise Virtual Reality, über Verwertungsstrategien und Entertainment-Formate bis hin zu Themen wie Medienregulierung und Medienpolitik.

## Geschichte
Die Media Convention Berlin ist aus der Medienwoche@IFA hervorgegangen, die von 2005 bis 2013 im Rahmen der Internationalen Funkausstellung (IFA) in Berlin stattfand. In Verbindung mit der IFA, der weltweit wichtigsten Messe für Consumer Electronics, dem M100 Sanssouci Colloquium und zahlreichen weiteren hochkarätigen Events zählte die Medienwoche@IFA zu einem der wichtigsten Branchentreffen Europas. Kongressveranstalter war das Medienboard Berlin-Brandenburg in Zusammenarbeit mit der gfu, im Auftrag der Länder Berlin und Brandenburg und gefördert von der Medienanstalt Berlin-Brandenburg. Leiterin war von 2000 bis 2005 Christine Tröstrum.
Die erste Media Convention Berlin fand am 6. und 7. Mai 2014 statt und behandelte schwerpunktmäßig den Austausch zwischen etablierten und neuen Medien. Unter den 102 nationalen und internationalen Referenten und Keynotern waren unter anderem Klaas Heufer-Umlauf (Circus HalliGalli), Richard Porter (BBC), Boris Wasmuth (GameDuell), Jon Handschin (Moviepilot), Christoph Krachten (Media Kraft), Dagmar Reim (rbb), Rowan Barnett (Twitter), Ingrid Deltrene (EBU), Timm Richter (Xing), Stefan Zilch (Spotify), Thomas Kufus (Zero One Film), Dorothee Bär, Brigitte Zypries, Benjamin Ruth (VICE Media Germany), Claus Strunz (Axel Springer), Jochen Wegner (Zeit Online), Katharina Borchert (SPIEGEL ONLINE), The Yes Men, das Team von Fack ju Göhte, Circus HalliGalli.

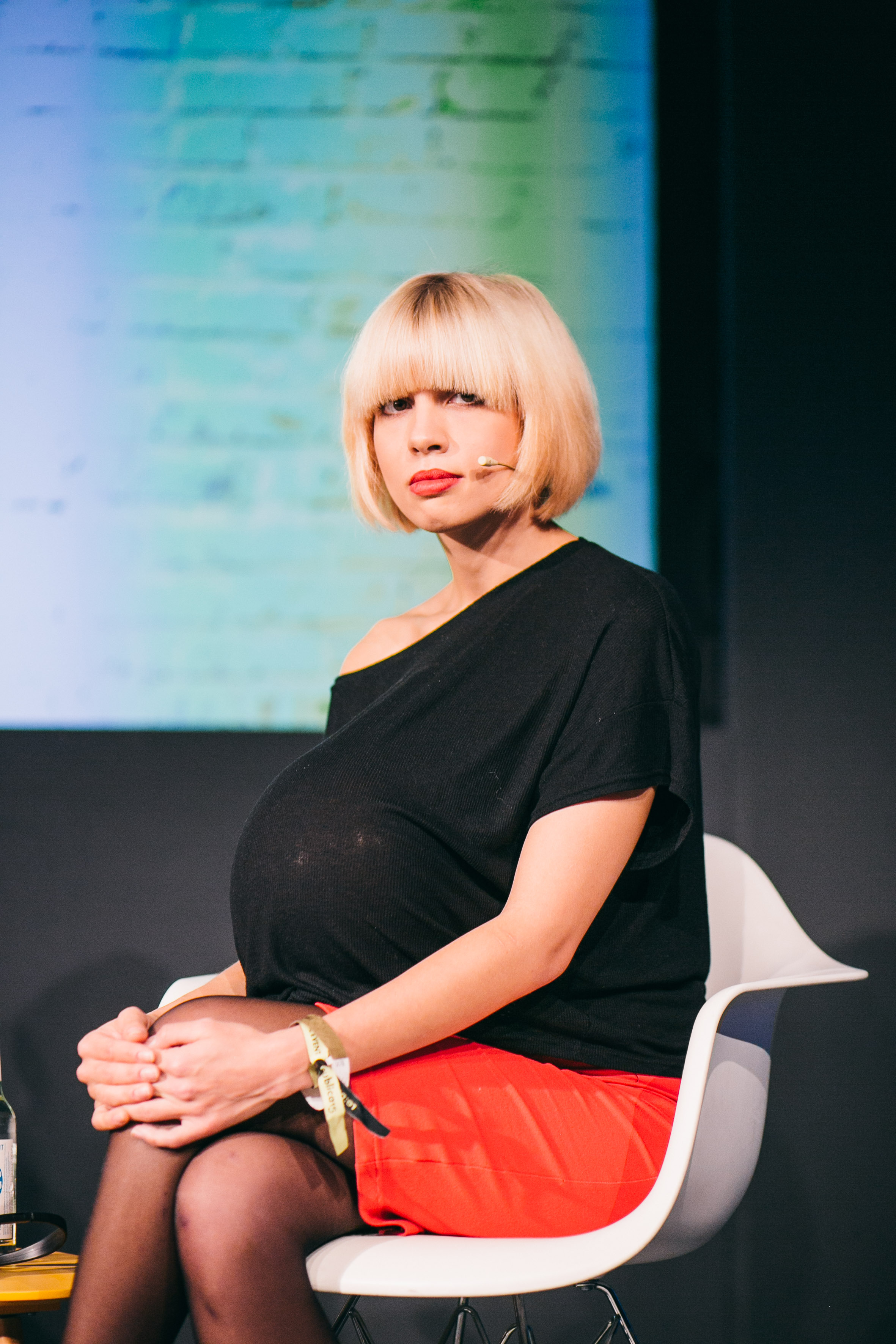
Nadeschda Andrejewna Tolokonnikowa (Pussy Riot) auf der MCB15

Bei der Media Convention Berlin 2015 wurde über Trends, Strategien, Erlösmodelle und Medienpolitik diskutiert. Unter den Speakern waren Netflix-Gründer Reed Hastings, ARD-Intendant Lutz Marmor, die Polit- und Medienaktivisten von Pussy Riot, YouTube Star LeFloid, Springer-Manager Christoph Keese, Blogger Stefan Niggemeier, Staatssekretärin Brigitte Zypries, Investigativjournalist Günter Wallraff, der Soziologe Prof. Dr. Harald Welzer, Sky-Deutschland-Chef Marcus Ammon oder Schauspielerin Meret Becker. 2015 besuchten mehr als 7.000 Teilnehmer aus dem In- und Ausland die Media Convention Berlin und re:publica. Im Rahmen der MCB15 wurden erstmals die Gewinner des Medienboard-geförderten „Your Turn – Der Video Creator-Wettbewerb“ gekürt und Geldpreise in einer Gesamthöhe von insgesamt 70.000 Euro verliehen. Zudem konnten im Exhibition Space innovative Technologien aus den Bereichen TV, Web, Transmedia, Mobile und Games, von Virtual Reality über Branded Video Publishing bis hin zu automatisierter Animation ausprobiert werden.
Bei der Media Convention Berlin 2016 wurden Inhaltetrends, Herausforderungen der Digitalisierung an die Regulierung, neue Geschäftsmodelle, Aspekte der Vielfaltssicherung sowie die gesellschaftlichen Auswirkungen einer dynamischen Medienlandschaft diskutiert. Auf den Bühnen der MCB16 sprach unter anderem Stanford-Vordenkerin Barbara van Schewick über das komplexe Thema der Netzneutralität. University-of-Oxford-Professor Luciano Floridi und weitere Experten – live zugeschaltet: Edward Snowden – gingen den Fragen nach, die sich an der Schwelle der Infosphäre, an den Schnittstellen von Medien- und Netzpolitik, aus der Nutzung von Medien über das Internet ergeben. Disney-Veteran Nick van Dyk (Activision Blizzard) diskutierte die aktuelle Entwicklung von Games-Firmen hin zu multimedialen Großkonzernen und Matthias Schweighöfer sprach über sein neues Projekt "You are Wanted", die erste deutsche Amazon Originals Serie.
2019 zählte die Konferenz über 10.000 Besucher. 216 Redner referierten in 63 Vorträgen, Podiumsdiskussionen und Workshops unter der Überschrift „Playing for Keeps“ über die einschneidenden wirtschaftlichen und gesellschaftlichen Veränderungen der Medienwelt durch die Digitalisierung.